# Maneti georgià
El maneti o manat (en georgià: მანეთი) va ser la moneda de curs legal de l'antiga República Democràtica de Geòrgia i més tard de la República Socialista Soviètica de Geòrgia entre 1919 i 1923. Va substituir al ruble transcaucàsic i es va dividir en 100 kapeiki (en georgià: კაპეიკი). Quan Geòrgia va passar a formar part de la República Federal Socialista Soviètica de Transcaucàsia va ser substituït de nou pel segon ruble transcaucàsic.
El Tresor de la República Democràtica de Geòrgia va emetre solament paper moneda en denominacions que anaven des dels 50 kapeiki fins als 5.000 maneti. Exceptuant el bitllet de 50 kapeiki, tots els altres bitllets tenen la denominació escrita en francès (roubles) i en rus (рублей). El 1922 l'RSS de Geòrgia va emetre bitllets que anaven des dels 5.000 als 5 milions de maneti.

## Bitllets
| Denominació  | Color predominant | Imatge de l'anvers | Imatge del revers    |
| ------------ | ----------------- | ------------------ | -------------------- |
| 50 Kapeiki   | Blau/Groc         | 50 Kapeiki         | 50 Kapeiki - revers  |
| 1 Maneti     | Roig              | 1 maneti           | 1 maneti - revers    |
| 3 Maneti     | Verd              | 3 maneti           | 3 maneti - revers    |
| 5 Maneti     | Marró             | 5 maneti           | 5 maneti, revers     |
| 10 Maneti    | Roig              | 10 maneti          | 10 maneti, revers    |
| 50 Maneti    | Marró/Negre       | 50 maneti          | 50 maneti, revers    |
| 100 Maneti   | Verd              | 100 maneti         | 100 maneti, revers   |
| 500 Maneti   | Roig/Marró        | 500 maneti         | 500 maneti, revers   |
| 500 Maneti   | Verd/Marró        | 500 maneti         | 500 maneti, revers   |
| 1.000 Maneti | Roig/Marró        | 1.000 maneti       | 1.000 maneti, revers |
| 1.000 Maneti | Roig/Marró        | 1.000 maneti       | 1.000 maneti, revers |
| 5.000 Maneti | Blau/Marró        | 5.000 maneti       | 5.000 maneti, revers |